# Киемба, Генри
Генри Кисаджа Магумба Киемба (англ. Henry Kisaja Magumba Kyemba, 8 февраля 1939 г. — 19 октября 2023 г.) был угандийским политическим деятелем, министром здравоохранения Уганды с февраля 1974 года по май 1977 года, покинул страну от политических преследований. Он также был автором книги «State of Blood» (1977), в которой описал правление Иди Амина.

## Ранняя жизнь и образование
Генри Кисаджа Магумба Кьемба, родился 8 февраля 1939 года предположительно в округе Бунья в Бусоге, Уганда, в семье Сузаны Бабиризангаво Мутеканга и Сулеймана Кисаджи, колониального администратора. Кьемба посещал местные начальные учебные заведения, прежде чем поступить в старшую школу колледжа Бусога в Мвири для получения Кембриджского школьного аттестата (1951—1956). С 1957 по 1962 год он учился в Университете Макерере и окончил его со степенью бакалавра гуманитарных наук (с отличием) по истории. Киемба имеет степень магистра истории Северо-Западного университета в Эванстоне, США, а также сертификат по африканским исследованиям того же университета. Он также получил диплом с отличием по истории в Лондонском университете.

## Карьера
Киемба поступил на государственную службу в Уганде в 1962 году накануне обретения Угандой независимости от Великобритании. Он был главным личным секретарём премьер-министра Уганды Милтона Оботе. После государственного переворота в Уганде в 1971 году он вошёл в состав кабинета Иди Амина, поднявшись по служебной лестнице и став министром здравоохранения (1974—1977). В 1977 году Киемба бежал от политических преследований в Лондон, где написал книгу о режиме Амина под названием «Государство крови» (англ. A State of Blood). В 1986 году он вернулся в Уганду и занял пост секретаря Комиссии по судебной службе.

## Отношения с Rotary International
Генри Киемба был сторонником движения Rotary International и стал ротарианцем в 1987 году. Он выступил в качестве одного из членов-учредителей Rotary Club «Источник Нила» (англ. The Source of the Nile) в городе Джинджа. Под влиянием и при участии Генри Киембы движение Ротари в Уганде выросло и по состоянию на 2023 год включает около 400 клубов. Уганда (вместе с Танзанией) теперь входит в округ 9213. Генри Киемба был губернатором округа Rotary International 9200 (Уганда, Кения, Эритрея, Эфиопия и Танзания).

## Смерть
Генри Киемба скончался 18 октября 2023 года в возрасте 84 лет от осложнений, вызванных диабетом, в пригороде Кампалы.

## Труды
- Kyemba, Henry (1977). A State of Blood: The Inside Story of Idi Amin. New York: Ace Books. ISBN 0-441-78524-4.